# Hans von Kessel (Journalist)
Friedrich Kurt Harald Hans von Kessel (* 27. Mai 1894 in Wiesbaden; † 24. Juni 1973 in Hamburg) war ein deutscher Journalist und politischer Aktivist.

## Leben und Wirken

### Familie
Hans von Kessel wurde als Sohn des Christian Karl August Friedrich Eugen von Kessel (* 19. Mai 1852 in Saarlouis; † 5. Juli 1907 in Zürich) und seiner Gattin Luise Moeser (* 14. November 1867 in Paris; † 13. Juni 1956 in Goslar) geboren. Er war der jüngere Bruder des Polizeioffiziers Eugen von Kessel.
Am 21. März 1922 heiratete er in Stockholm Brita Eklund (* 16. Mai 1899 in Stockholm), eine Tochter des Industriellen und Großhändlers, Direktor Gustav Eklund, und Marinna von Utfall. Das Paar hatte folgende Kinder:
- Carin (* 14. Januar 1923 in Berlin)
- Marianne (* 20. September 1924 in Berlin)

### Jugend und Erster Weltkrieg
In seiner Jugend, die er teilweise in Zürich verbrachte, besuchte Kessel das Gymnasium. Anschließend schlug der die Offizierslaufbahn ein. Von 1914 bis 1918 nahm von Kessel als Stabsdienstoffizier und Adjutant des Oberst Wilhelm Reinhard am Ersten Weltkrieg teil. Nach dem Krieg schied er als Oberleutnant a. D. aus.

### Novemberrevolution und Weimarer Republik
Nach dem Ausbruch der Novemberrevolution von 1918 beteiligte Kessel sich an der Rekrutierung, Organisation und Bewaffnung sowie an den Einsätzen des von seinem Chef aufgestellten sogenannten Freiwilligen-Regimentes Reinhard, das im Winter 1918/1919 zugunsten der provisorischen Regierung von Friedrich Ebert gegen die sozialistischen Revolutionäre im Berliner Raum vorging.
Zusammen mit seinem Bruder Eugen, damals Leiter von Reinhards 3. Streifkompanie z. b. V. mit quasi polizeilichen Funktionen, in der sich zahlreiche ehemalige Beamte der alten politischen Polizei gesammelt hatten, stellte Kessel ab Juni 1919 im Auftrag von Reinhard bzw. Gustav Noske eine neue Polizeitruppe, die sogenannte Grüne Polizei oder Sicherheitswehr auf. Die Einsätze dieser Truppe, der unter anderem die späteren Gestapo-Beamten Martin Kirschbaum, Konrad Nussbaum und Reinhold Heller angehörten, richteten sich vor allem gegen die Kommunisten. Später im selben Jahr übernahm Kessel die Nachrichtenabteilung im Kommando der Sicherheitspolizei, während sein Bruder die Führung der Polizeiabteilung Charlottenburg übernahm. Zu dieser Zeit knüpfte Kessel zahlreiche Beziehungen nachrichtendienstlicher Art sowie Verbindungen zu konservativen und antinationalistischen Gruppen und Persönlichkeiten inner- und außerhalb der Polizei, die er in späteren Jahren als Informationsquelle nutzen konnte.
Während des Kapp-Putsches vom März 1920 fungierte Kessel als Verbindungsoffizier der Sicherheitspolizei zu den Putschisten. Eugen von Kessel wurde damals im Zusammenhang mit einem Prozess wegen Mitverantwortung für die Erschießung von 24 Volksmarinematrosen durch einen Untergebenen in Untersuchungshaft sitzend, von den Putschisten befreit und später vor Gericht freigesprochen.
Nach der Entfernung der nationalen Elemente aus der Polizei nach dem Scheitern des Putsches schloss Kessel seine juristischen Studien ab, während sein Bruder in die Industrie ging.
Später wurde Kessel Redakteur und Stockholm-Korrespondent der konservativ-monarchistischen Kreuzzeitung, dann Korrespondent und Mitarbeiter von verschiedenen Zeitungen, wie der zum Hugenberg-Konzern gehörenden Albinsteiner Zeitung und der Leipziger Neuesten Nachrichten sowie Auslandskorrespondent für schwedische Zeitungen – hauptsächlich Nya Dagligt Allehanda – in Berlin.

### Zeit des Nationalsozialismus
Im Anschluss an die nationalsozialistische „Machtergreifung“ versuchte Kessel sich zunächst bei den neuen Machthabern beliebt zu machen, denen er sich durch die Veröffentlichung des Buches Handgranaten und rote Fahnen, einem Erinnerungsbericht an die Revolutionszeit nach dem Ersten Weltkrieg – in dem er seine Rolle bei der Bekämpfung des „roten Terrors“ von 1918/1919 in einem sehr vorteilhaften Licht schildert – gewissermaßen als „nationaler Mann“ für höhere Aufgaben empfahl.
Zugleich beteiligte er sich an den Untersuchungen, die sein Bruder Eugen im Zusammenhang mit dem Reichstagsbrand vom Februar 1933 und der Ermordung des DNVP-Politikers Ernst Oberfohren anstellte, wobei beide sich als Informationsquellen auf ehemalige Kameraden aus dem Regiment Reinhard stützten, die inzwischen in wichtige Funktionen bei der Gestapo und der SA-Gruppe Berlin-Brandenburg aufgerückt waren und die die Brüder mit zahlreichen Geheiminformationen versorgten. Den Publikationen des Forscherkreises um Walther Hofer und Eduard Calic zufolge – die allerdings durch zahlreiche Vorwürfe der Quellenfälschung belastet oder sogar diskreditiert sind – gelangten die Kessel-Brüder bei ihren Ermittlungen schließlich zu dem Ergebnis, dass der Brand entgegen den Ergebnissen des Reichstagsbrandprozesses vor dem Leipziger Reichsgericht nicht das Werk eines Einzeltäters – des Niederländers van der Lubbe – gewesen sei, sondern dass der Brand von den Nationalsozialisten verursacht worden sei, die Lubbe lediglich als politisches Alibi genutzt haben. Die Angaben entstammen einem angeblich 1969 von Kessel verfassten „Tatsachenbericht“, der selbst als Fälschung bezeichnet worden ist (siehe unten).
Kurz vor der Röhm-Affäre vom 30. Juni bis 2. Juli 1934 – während der unter anderem auch sein Bruder Eugen erschossen wurde – floh Kessel nach Stockholm. Später behauptete er, man habe noch versucht, ihn mit einem gefälschten Telegramm nach Berlin zurückzulocken und in das Mordgeschehen dieser Tage einzubeziehen, das er aber als Finte erkannt habe. Stattdessen blieb Kessel bis nach 1945 in Schweden.

### Nachkriegszeit
In den 1950er Jahren ließ Kessel sich in Westdeutschland nieder, wo er 1973 starb. In der Nachkriegszeit verfasste er einige Schriften. Darunter war angeblich ein „Tatsachenbericht“ (so der Titel), angeblich vom 12. September 1969, über seine Erlebnisse in den Jahren 1933 bis 1934, wobei er angeblich von seinem Bruder Eugen von Kessel viele Informationen erhalten haben soll. Dieser äußerst detaillierte „Tatsachenbericht“ ist allerdings unter Historikern heftig umstritten, weil er im Kontext der Reichstagsbrand-Kontroverse erschien und bei zentralen Aussagen ganz beträchtlich von bis dahin publizierten Quellen und historischen Forschungsarbeiten abweicht. Der Historiker Henning Köhler wies eine hohe Anzahl von Fehlern und Widersprüchen nach und stufte Kessels „Tatsachenbericht“  als unecht ein. Er sei dahingehend zu „charakterisieren, dass er keineswegs nur in Einzelheiten, in verschiedenen Ausschmückungen verfälscht worden ist, sondern eine gezielte Fälschung darstellt – mit der Absicht, eine geschlossene Darstellung zu bieten“. Diese sollte auch die anderen gefälschten Dokumente der Veröffentlichung legitimieren.
Kessels Nachlass wird heute im sogenannten Depositum Hofer im Bundesarchiv in Bern verwahrt.

## Schriften
- Handgranaten und rote Fahnen. Ein Tatsachenbericht aus dem Kampf gegen das rote Berlin 1918–1920, Verlag für Kulturpolitik, Berlin 1933. DNB [Volltext Digitalisat bei ZLB]